# 에밀리 세인트제임스
에밀리 세인트제임스(영어: Emily St. James, 이전 이름은 에밀리 니콜 밴더워프(영어: Emily Nicole VanDerWerff), 1982년 11월 30일~)는 미국의 평론가, 저널리스트, 팟캐스터, 저술가로, 주로 텔레비전 프로그램에 대해 비평하고 있으며, 복스, 디 A.V. 클럽, 《가디언》, 《로스앤젤레스 타임스》, 그랜트랜드, 《슬랜트 매거진》 등에서 글을 기고해왔다.

## 어린 시절
세인트제임스는 사우스다코타 주립 대학교에서 저널리즘을 전공해 2004년 인문사회 학사를 수여받았다. 재학 중에는 학내 학생 신문인 《The Collegian》에 글을 쓰기도 했다.

## 경력
2009년부터 2014년까지 세인트제임스는 디 A.V. 클럽에서 TV 에디터로 일하며 텔레비전 프로그램을 에피소드별로 비평하는 섹션인 'TV 클럽'을 만드는 데 힘을 보탰다. 세인트제임스가 운영을 주도한 TV 클럽은 온라인 리캡 문화를 확산시키는 데 기여했다.
2014년 6월, 세인트 제임스는 복스에 문화 에디터로 합류했으며, 이후 수석 평론가가 되었다. 또한 범죄 패러디 오디오 드라마 팟캐스트인 '아덴'과 복스의 텔레비전 프로그램의 역사에 대해 다루는 팟캐스트인 '프라임타임'의 운영에도 참여했다. 2015년에는 공포 영화에 대한 미디어 비평, 힐러리 클린턴 대통령 후보의 대선 출마 선언, 《매드 맥스: 분노의 도로》 비평 등으로 온라인 저널리즘 어워즈 최종 후보에 올랐다.
2018년, 세인트제임스는 동료 평론가 잭 핸들런과 함께 《Monsters of the Week: The Complete Critical Companion to The X-Files》라는 이름의 책을 토르 북스를 통해 출간했다.
2020년 7월, 세인트제임스는 동료 복스 칼럼니스트인 매슈 이글레시아스가 《하퍼스 매거진》에 실린 반자유주의에 맞서야 한다고 주장하는 공개 서한에 서명한 것을 두고 반대 의견을 표명했다. 해당 서한에 서명한 인물 중 한 명인 제시 싱걸이 세인트제임스의 비판에 대해 트윗을 올린 후, 세인트제임스는 자신이 살해 협박을 받았다고 밝혔다.
세인트제임스는 자신의 팟캐스트 아덴을 시작한 이후 작품 자체를 다루는 기존의 비평보다는 작품이 사회와 문화에 미치는 영향을 분석하는 글을 주로 쓰게 되었다.

## 개인사
세인트제임스는 2019년에 자신이 트랜스젠더 여성임을 밝혔고, 내셔널 퍼블릭 라디오의 프로그램인 위켄드 에디션 선데이에서 자신의 성정체성을 깨닫고 커밍아웃을 하게 되기까지의 과정을 고백했다. 세인트제임스는 트랜스 저널리스트 협회의 창립 멤버이며, 언론인들이 트렌스젠더 인물과 이슈에 대해 좀 더 정확하게 다룰 수 있도록 제시하는 스타일 가이드 제작에도 참여했다.
세인트제임스는 2003년에 기자 리비 힐과 결혼했다. 2022년 1월에는 자신의 성을 밴더워프에서 세인트제임스로 변경했는데, 처음에는 기사나 평론 등에서는 이전 성을 계속 사용하고 일상생활에서만 새 성을 사용했다. 부부 사이에는 2022년 아이가 생겼다.